# Жоао Феликс
Жоао Феликс Секеира (порт. João Félix Sequeira; 10. новембар 1999) португалски је фудбалер који тренутно наступа за Ел Наср и за репрезентацију Португалије.

## Трофеји

### Бенфика
- Првенство Португалије (1) : 2018/19.

### Атлетико Мадрид
- Првенство Шпаније (1) : 2020/21.

### Репрезентација Португалије
- Лига нација (1) : 2018/19.